# 高池町
高池町（たかいけちょう）は、和歌山県東牟婁郡にあった町。現在の古座川町の南東端、古座川の下流域（主に左岸）にあたる。
本項では町制前の名称である高池村（たかいけむら）についても述べる。

## 地理
- 山岳：鳥屋ノ森山、稲荷山、モウベ山、戸矢倉山
- 河川：古座川、池野山川、楠川

## 歴史
- 1889年（明治22年）4月1日 - 町村制の施行により、高池村・池野山村・宇津木村・楠村・樫山村・月野瀬村の区域をもって高池村が発足。
- 1900年（明治33年）12月17日 - 高池村が町制施行して高池町となる。
- 1956年（昭和31年）3月31日 - 明神村・小川村・三尾川村・七川村と合併して古座川町が発足。同日高池町廃止。